# Jambo Lubok
Jambo Lubok is een bestuurslaag in het regentschap Aceh Timur van de provincie Atjeh, Indonesië. Jambo Lubok telt 2058 inwoners (volkstelling 2010).